# Cercospora armoraciae
Cercospora armoraciae Sacc. – gatunek grzybów z klasy Dothideomycetes. U chrzanu pospolitego wywołuje grzybową chorobę o nazwie chwościk chrzanu.

## Systematyka i nazewnictwo
Pozycja w klasyfikacji według Index Fungorum: Cercospora, Mycosphaerellaceae, Capnodiales, Dothideomycetidae, Dothideomycetes, Pezizomycotina, Ascomycota, Fungi.
Po raz pierwszy opisał go Pier Andrea Saccardo w 1876 r. i nadana przez niego nazwa naukowa jest ważna. Epitet gatunkowy pochodzi od łacińskiej nazwy chrzanu (Armoracia).
Znana jest tylko anamorfa. Jeżeli występuje teleomorfa, to należy do rodzaju Mycosphaerella.

## Morfologia
Grzyb mikroskopijny zaliczany do grupy grzybów cerkosporoidalnych, pasożyt i saprotrof rozwijający się jako endobiont w tkankach chrzanu. Powoduje na ich liściach powstawanie okrągłych lub nieregularnych plam o średnicy do 10 (-20) mm, czasami zlewających się, o barwie od jasnej do szarawej lub czerwonobrązowych, czasami z ciemniejszą obwódką.
Nie tworzy konidiomów. W tkance liścia rozwija się zanurzona podkładka 40–65 × 4–5 µm (z tendencją do bycia szerszą u podstawy), a z niej przez szparki w aparatach szparkowych wyłaniają się na zewnątrz konidiofory, przeważnie w skupiskach po 10–20. Są jasnobrązowe do brązowych, czasami kolankowate lub kręte, gładkie, cienkie, o nieregularnej szerokości, zwykle węższe w kierunku czubka, bez przegród lub rzadko z przegrodami, proliferujące sympodialnie. Blizny konidialne 1,5–2,5 µm średnicy, widoczne, pogrubione i zaciemnione, końcowe i boczne. Konidia 60–130 × 4–5 µm, cylindryczne do nitkowatych, zwykle proste, ale rzadko lekko zakrzywione, często stopniowo zwężające się, gładkie, cienkościenne, 4–9(–18) µm, z przegrodami, podstawa odwrotnie stożkowa do ściętej z pogrubioną i ciemniejszą wnęką o średnicy 1,5–2 µm, wierzchołek ostry.
Znane jest występowanie Cercospora armoraciae w Ameryce Północnej, Europie i Afryce. W Polsce podano wiele jego stanowisk.